# Saffa (Ramallah)
Saffa, en arabe : صفّاء, est un village du gouvernorat de Ramallah et Al-Bireh en Palestine. Il est situé à 13,3 km à l'ouest de Ramallah et au centre de la Cisjordanie.
Selon le recensement du bureau central palestinien des statistiques, la localité compte une population de 4 374 habitants en 2017.